# Aspidolea fuliginea
Aspidolea fuliginea är en skalbaggsart som beskrevs av Hermann Burmeister 1847. Aspidolea fuliginea ingår i släktet Aspidolea och familjen Dynastidae. Inga underarter finns listade.